# Jorge Valdano
Jorge Alberto Francisco Valdano Castellanos (Las Parejas, 4. listopada 1955.) je bivši argentinski nogometaš. Bio je član argentinske reprezentacije koja je osvojila svjetsko prvenstvo u Meksiku 1986. Igrao je i za španjolski Real Madrid, gdje je i započeo svoju trenersku karijeru.

## Trofeji
- 1974. - argentinsko prvenstvo (Newell's Old Boys)
- 1985. - španjolski Liga kup (Real Madrid)
- 1985. - Kup UEFA (Real Madrid)
- 1986. - španjolsko prvenstvo (Real Madrid)
- 1986. - Kup UEFA (Real Madrid)
- 1986. - svjetsko prvenstvo 1986. (Argentina)
- 1987. - španjolsko prvenstvo (Real Madrid)
- 1995 - španjolsko prvenstvo, kao trener (Real Madrida)

## Vanjske poveznice
- (šp.) Futbol Factory profile
- (šp.) Red Argentina

| Prethodnik:   | Treneri Valencije 1996. – 1997. | Nasljednik:     |
| Luis Aragonés | Treneri Valencije 1996. – 1997. | Claudio Ranieri |